# Royal Rumble (1989)
Royal Rumble (1989) — второе в истории рестлинг-шоу Royal Rumble, организованное World Wrestling Federation (WWF, ныне WWE). Оно состоялось 15 января 1989 года на арене The Summit в Хьюстоне, Техас.
На шоу было проведено шесть матчей, включая два темных матча. Главным событием стал матч «Королевская битва», который выиграл Большой Джон Стадд, последним устранив Теда Дибиаси, чтобы выиграть матч.

## Результаты
| № | Матч | Тип матча                                        |
| - | --- | ------------------------------------------------ |
| 1 | Джим Пауэрс победил Барри Хоровица | Одиночный матч                                   |
| 2 | Сэм Хьюстон победил Стива Ломбарди | Одиночный матч                                   |
| 3 | «Ножовка» Джим Дагган и «Основание Хартов» (Брет Харт и Джим «Наковальня» Нейдхарт) победили Дино Браво и Невероятных Ружо (Жак и Раймон) (с Джимми Хартом и Фрэнчи Мартином) | Матч «2 победы из 3»                             |
| 4 | Рокин Робин победила Джуди Мартин | Одиночный матч за женское чемпионство WWF        |
| 5 | Последний воин победил Рика Руда | Соревнование поз                                 |
| 6 | Хаку победил Харли Рейса | Одиночный матч за корону и мантию «Короля ринга» |
| 7 | Большой Джон Стадд выиграл матч «Королевская битва» | Матч «Королевская битва» 30-ти рестлеров         |

### Матч «Королевская битва»
| Номер | Рестлер                | Номер выхода | Кем выбит                         | Время |
| ----- | ---------------------- | ------------ | --------------------------------- | ----- |
| 1     | Экс                    | 4            | Мистером Перфектом                | 14:38 |
| 2     | Смэш                   | 1            | Андре Гигантом                    | 4:55  |
| 3     | Андре Гигант           | 5            | N/A                               | 14:33 |
| 4     | Мистер Перфект         | 11           | Халком Хоганом                    | 28:25 |
| 5     | Ронни Гарвин           | 2            | Андре Гигантом                    | 2:51  |
| 6     | Грег «Молот» Валентайн | 8            | Рэнди Сэведжом                    | 20:10 |
| 7     | Джэйк «Змея» Робертс   | 3            | Андре Гигантом                    | 2:18  |
| 8     | Рон Басс               | 7            | Шоном Майклзом и Марти Джанетти   | 12:47 |
| 9     | Шон Майклз             | 9            | Рэнди Сэведжом и Арном Андерсоном | 18:29 |
| 10    | Бутч Миллер            | 13           | Bad News Брауном                  | 26:51 |
| 11    | Хонки Тонк Мэн         | 6            | Бутчем Миллером и Тито Сантаной   | 4:32  |
| 12    | Тито Сантана           | 12           | Рэнди Сэведжом                    | 12:54 |
| 13    | Бэд Ньюз Браун         | 20           | Халком Хоганом                    | 16:36 |
| 14    | Марти Джанетти         | 10           | Тулли Бланшаром                   | 8:00  |
| 15    | Рэнди Сэведж           | 19           | Халком Хоганом                    | 12:36 |
| 16    | Арн Андерсон           | 16           | Халком Хоганом                    | 10:13 |
| 17    | Талли Бланчард         | 17           | Халком Хоганом                    | 8:13  |
| 18    | Халк Хоган             | 21           | Акимом и Большим Боссом           | 11:43 |
| 19    | Люк Уильямс            | 15           | Халком Хоганом                    | 3:31  |
| 20    | Коко Би Вэйр           | 14           | Халком Хоганом                    | 1:17  |
| 21    | Ворлорд                | 18           | Халком Хоганом                    | 0:02  |
| 22    | Большой Босс           | 22           | Халком Хоганом                    | 4:44  |
| 23    | Аким                   | 28           | Большим Джоном Стаддом            | 18:54 |
| 24    | Брутус Бифкейк         | 24           | Варваром и Тедом Дибиаси          | 14:23 |
| 25    | Красный Петух          | 23           | Тедом Дибиаси                     | 11:27 |
| 26    | Варвар                 | 26           | Риком Мартелом                    | 11:33 |
| 27    | Большой Джон Стадд     | -            | ПОБЕДИТЕЛЬ                        | 12:53 |
| 28    | Геркулес               | 25           | Варваром и Тедом Дибиаси          | 6:22  |
| 29    | Рик Мартел             | 27           | Акимом                            | 5:39  |
| 30    | Тед Дибиаси            | 29           | Большим Джоном Стаддом            | 6:53  |

## Остальные
| Комментаторы - Горилла Монсун - Джесси Вентура Интервьюеры - Шон Муни - Джин Окерлунд | Судьи - Эрл Хебнер - Джо Марелла Так же - Говард Финкель — Аннонсер - Джэй Стронгбоу — Официальное Лицо |